# Eider Merino
Eider Merino Cortazar (Valmaseda, 2 de agosto de 1994) es una ciclista profesional española. Debutó como profesional en 2013 en el Lointek. En 2014 ganó la clasificación de las jóvenes de la Emakumeen Euskal Bira (menores de 21 años) y en 2015 fue 3.ª en La Classique Morbihan siendo el mejor resultado en la historia de una ciclista española en una carrera internacional profesional de un día hasta que al día siguiente su compañera de equipo Sheyla Gutiérrez lo superó ganando el Gran Premio de Plumelec-Morbihan.
También disputa el calendario nacional de cyclo-cross.
Es la hermana menor del también ciclista profesional Igor Merino.

## Palmarés
2018
- 2.ª en el Campeonato de España Contrarreloj
- Campeonato de España en Ruta
- 1 etapa del Tour Cycliste Féminin International de l'Ardèche

2020
- 3.ª en el Campeonato de España en Ruta

## Resultados en Grandes Vueltas y Campeonatos del Mundo
Durante su carrera deportiva ha conseguido los siguientes puestos en las Grandes Vueltas femeninas y en los Campeonatos del Mundo en carretera:
| Carrera         | Carrera         | 2013 | 2014 | 2015 | 2016 | 2017 | 2018  | 2019 | 2020 | 2021 | 2022 | 2023 |
| --------------- | --------------- | ---- | ---- | ---- | ---- | ---- | ----- | ---- | ---- | ---- | ---- | ---- |
|                 | Giro de Italia  | —    | —    | —    | 34.ª | —    | '8.ª' | 16.ª | —    | 17.ª | —    | —    |
|                 | Tour de l'Aude  | X    | X    | X    | X    | X    | X     | X    | X    | X    | X    | X    |
|                 | Tour de Francia | X    | X    | X    | X    | X    | X     | X    | X    | X    | —    | —    |
|                 | Vuelta a España | X    | X    | 26ª  | 41.ª | —    | —     | —    | —    | —    | —    | —    |
| Mundial en Ruta | Mundial en Ruta | —    | —    | —    | —    | 56.ª | 34.ª  | 35.ª | —    | 55.ª | —    | —    |

—: no participa
Ab.: abandono

X: ediciones no celebradas

La Vuelta a España Femenina conocida como Challenge by La Vuelta de 2015 a 2022.

## Equipos
- Lointek (2013-2017)
  - Lointek (2013-2014)
  - Lointek Team (2015)
  - Lointek (2016-2017)
- Movistar Team (2018-2020)
- A.R. Monex Women's Pro Cycling Team (2021)
- Le Col-Wahoo (2022)
- Laboral Kutxa-Fundación Euskadi (2023)